# Cyrtandropsis
Cyrtandropsis, biljni rod iz porodice gesnerijevki opisan u Nova Guinea 8: 331. 1910. Na pospisu je desetak vrsta od kojih su neka imena privremeno prihvaćena 
od 17 vrsta na popisu, sve su na Nove Gvineje.

## Vrste
1. Cyrtandropsis acutiserrata Schltr.
2. Cyrtandropsis bismarckiensis Schltr.
3. Cyrtandropsis congesta Schltr.
4. Cyrtandropsis djamuensis Schltr.
5. Cyrtandropsis epiphytica Schltr.
6. Cyrtandropsis finisterrae Schltr.
7. Cyrtandropsis inflata Schltr.
8. Cyrtandropsis ledermannii Schltr.
9. Cyrtandropsis longifolia Schltr.
10. Cyrtandropsis macrophylla Schltr.
11. Cyrtandropsis monoica Lauterb.
12. Cyrtandropsis nabirensis Kaneh. & Hatus.
13. Cyrtandropsis oreogeiton (K. Schum.) Schltr.
14. Cyrtandropsis phaeotricha Schltr.
15. Cyrtandropsis sphaerocalyx (K. Schum.) Schltr.
16. Cyrtandropsis subintegra Schltr.
17. Cyrtandropsis villosa Schltr.